# Planisfério de Contarini

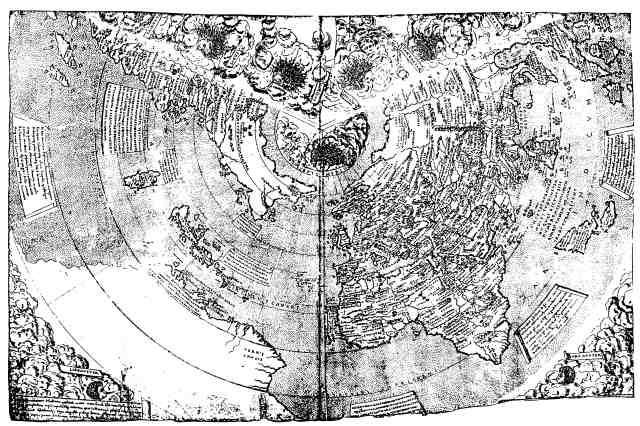
Planisfério de Contarini e Rosselli, 1506.

O Planisfério de Contarini, também designado como Planisfério de Contarini-Rosselli, é um mapa-múndi desenhado por Giovanni Matteo Contarini e gravado em folha de cobre por Francesco Rosselli em 1506. Destaca-se por ter sido o primeiro mapa impresso em que figura o Novo Mundo. Foi impresso em folha solta, de pequenas dimensões. Conhece-se apenas um exemplar, descoberto em 1922, atualmente na British Library.

## Características
Trata-se de um planisfério de projeção cônica, em que os paralelos formam círculos concêntricos e os meridianos são linhas convergentes no Pólo Norte.
As fontes para representar as terras recém-descobertas podem ser os mapas de Juan de la Cosa, de Cantino e de Cavério, acomodando-os à sua própria visão mas mostrando desconhecimento tanto da quarta viagem de Cristóvão Colombo como das afirmações de Américo Vespucio acerca da continuidade do continente americano.
Ainda respeitando o modelo ptolemaico, representa os descobrimentos espanhóis e portugueses no Novo Mundo, unido todavia a sua parte setentrional ao continente asiático conforme a crença de Colombo. A Gronelândia e a Terra Nova encontram-se representadas conectadas ao nordeste da Ásia. Ao lado destas, uma legenda informa que estas terras foram descobertas por navegadores ao serviço do rei de Portugal, em alusão possívelmente a Gaspar e Miguel Corte Real, uma vez que não se encontram referências a Giovanni Caboto. A oeste e até ao centro do mapa localizam-se os descobrimentos espanhóis, nomeadamente Boriquén, a "Insula Hispaniola" e a "Terra de Cuba". Ao sul se esboça uma massa continental, separada e ilimitada no lado esquerdo do mapa, e que recebe o nome de "Terra Santi Crucis", dado inicialmente pelos portugueses ao Brasil.
Cuba, representada já corretamente como uma ilha, encontra-se próxima a Cipango tendo junto uma cartela que reza:
"Cristóvão Colombo, Vice-rei de Espanha, navegando para o Poente chegou depois de grandes esforços e correr muitos perigos, às ilhas Hispanas, de onde levantou âncoras e navegou até à província chamada Ciamba. Depois tocou terra em outro lugar que tanto Colombo como os conhecedores das coisas marítimas asseguram que contém ouro em grande quantidade."
Na sequência, encontra-se Catai com outra legenda que também refere a abundância de ouro que ali existe e as as dificuldades para obtê-lo, uma vez que os seus habitantes são idólatras, conforme o relato de Marco Polo.
Este mapa também recolhe os descobrimentos portugueses na África, com a rota marítima até à Ásia pelo cabo da Boa Esperança. Entretanto, o desenho do continente asiático ainda reproduz as ideias de Ptolemeu, assim como a sua topografia.
A autoria deste pequeno mapa-múndi encontra-se indicada em uma cartela disposta junto ao cabo da Boa Esperança, que reza: "diligentia ioanni Matteo Contareni - Arte et ingenio francisci Roselli florentini 1506 notum".